# Dmitrij Kajumow
Dmitrij Kajumow, ros. Дмитрий Каюмов, uzb. Dmitriy Qayumov (ur. 28 lutego 1949 w Taszkencie, zm. 2021) – uzbecki szachista i sędzia szachowy, arcymistrz od 2003 roku.

## Kariera szachowa
W turniejach międzynarodowych zaczął startować po rozpadzie Związku Radzieckiego. Czterokrotnie (1993–2008) reprezentował narodowe barwy na drużynowych mistrzostwach Azji, zdobywając złoty (1999), srebrny (1993) oraz brązowy medal (1995). W 1993 r. zdobył w Taszkencie brązowy medal indywidualnych mistrzostw Uzbekistanu. Normy na tytuł arcymistrza wypełnił w Szymkencie (2000) oraz Ałuszcie (2002, II m. za Gamilem Agamaliewem). Również w 2002 r. samodzielnie zwyciężył w kolejnym turnieju rozegranym w Ałuszcie. W 2005 r. podzielił III m. (za Abhijitem Kunte i Krishnanem Sasikiranem, wspólnie m.in. z Antonem Filippowem i Enamulem Hossainem) w Nowym Delhi.
Najwyższy ranking w karierze osiągnął 1 stycznia 2003 r., z wynikiem 2505 punktów zajmował wówczas 7. miejsce wśród uzbeckich szachistów. Od 2006 r. nie uczestniczy w turniejach klasyfikowanych przez Międzynarodową Federacje Szachową.